# North Haven (Connecticut)
North Haven est une ville américaine du Connecticut. Selon le magazine Money, North Haven serait le « 88e meilleur endroit où vivre » aux États-Unis.

## Histoire
D'abord appelée East Farms et Ye North Village, North Haven devient une municipalité en 1786, en se séparant de New Haven, au sud.

## Économie
O.F. Mossberg & Sons est implantée à North Haven.

## Démographie
| 1820  | 1850  | 1860  | 1870  | 1880  | 1890  |
| ----- | ----- | ----- | ----- | ----- | ----- |
| 1 298 | 1 325 | 1 499 | 1 771 | 1 763 | 1 862 |

| 1900  | 1910  | 1920  | 1930  | 1940  | 1950  |
| ----- | ----- | ----- | ----- | ----- | ----- |
| 2 164 | 2 254 | 1 968 | 3 730 | 5 326 | 9 444 |

| 1960   | 1970   | 1980   | 1990   | 2000   | 2010   |
| ------ | ------ | ------ | ------ | ------ | ------ |
| 15 935 | 22 194 | 22 080 | 22 247 | 23 035 | 24 093 |

Selon le recensement de 2010, North Haven compte 24 093 habitants. La municipalité s'étend sur 21,12 milles carrés (54,7 km2), dont 20,84 milles carrés (53,98 km2) de terres et 0,28 milles carrés (0,73 km2) d'étendues d'eau.